# Sempach
Sempach (schweizerdeutsch Sämpech [ˈsæmpəχ]) ist eine Kleinstadt und Einwohnergemeinde im Schweizer Kanton Luzern. Sie liegt im Wahlkreis Sursee.

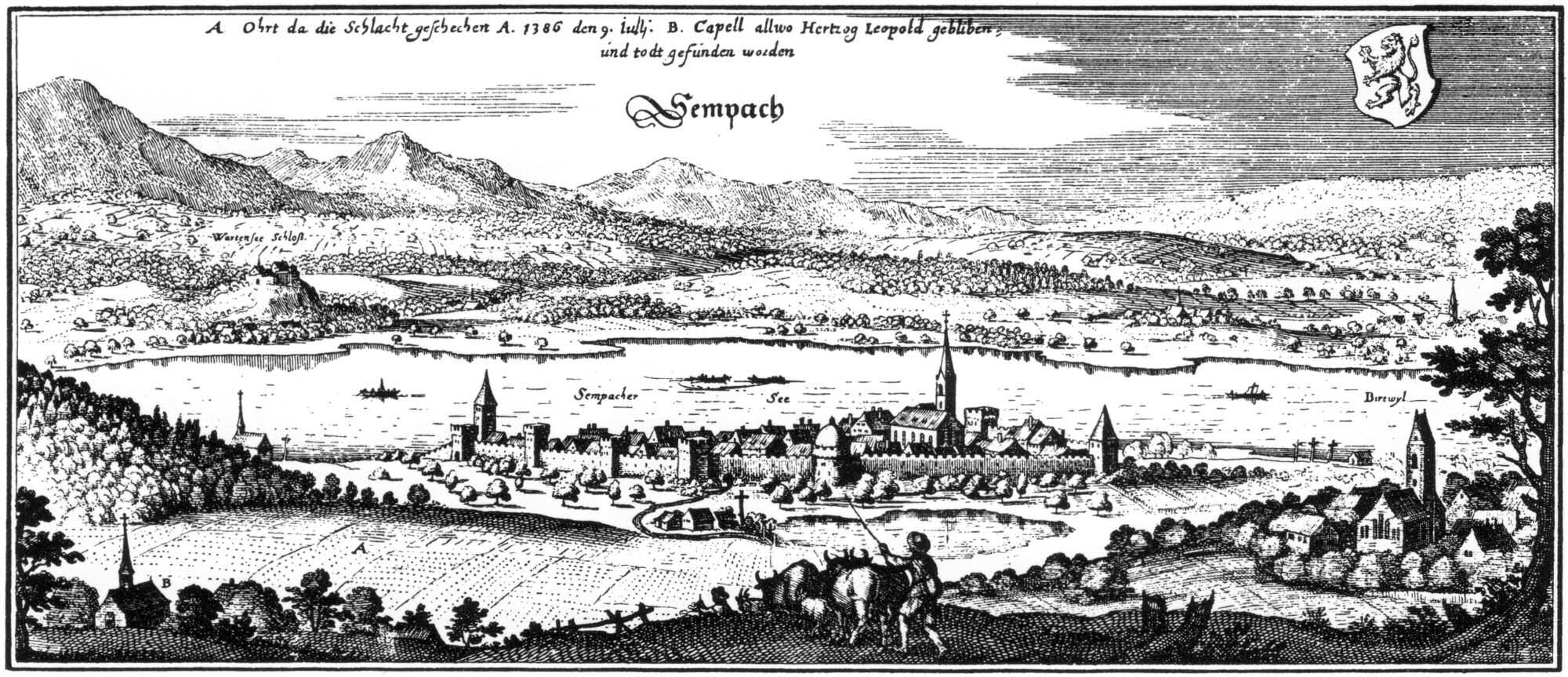
Die Stadt Sempach auf einem Kupferstich von Matthäus Merian, 1654

Luftbild (1954)

## Geographie
Das Städtchen Sempach liegt am Südostende des Sempachersees. Die südliche und südöstliche Gemeindegrenze verläuft entlang der Grossen Aa und der Kleinen Aa. Sie wechselt beim Weiler Gottsmänigen (Gemeinde Neuenkirch) in nördliche Richtung bis kurz vor Hildisrieden. Von dort geht die Grenze nordwestwärts den Südhang des Eichbergs hinauf bis in die Nähe der Quelle des Rotbachs und führt mitten durch den Golfplatz Sempachersee. Innerhalb der Anlage dreht die Gemeindegrenze nach Westen und erreicht im Moretalerwald mit 735 m ü. M. den höchsten Punkt der Gemeinde. Vom Moretalerwald geht die Grenze in südwestlicher Richtung hinunter zum Sempachersee, den sie östlich von Eich erreicht.
In der Gemeinde gibt es mehrere grosse Waldgebiete. An der Kleinen Aa südöstlich des Städtchens liegt der Allmendwald. Nördlich von ihm der Schwarzlache, der von der Autobahn A2 durchschnitten wird. Im Osten der Gemeinde liegt der Steinibüelwald, in dessen Westen der Steinibüelweiher liegt. Der Mussiwald wächst nordöstlich des Städtchens in die Höhe. Ausserdem ist ein ansehnlicher Teil des Ufers des Rotbachs bewaldet.
Die Gemeinde besteht aus dem Städtchen Sempach (511 m ü. M.), dem Weiler Kirchbühl (580 m ü. M.) nördlich davon und zahlreichen Häusergruppen und Einzelgehöften.
Vom Gemeindeareal von 895 ha (ohne Seeanteil) sind 63,5 % landwirtschaftliches Nutzgebiet. 21,1 % sind Siedlungsfläche und nur 14,2 % von Wald und Gehölz bedeckt (Stand 2015/16). Sempach grenzt an Eich, Hildisrieden, Beromünster und Neuenkirch.

## Bevölkerung
| Jahr      | 1798 | 1850 | 1900 | 1930 | 1941 | 1960 | 1970 | 1980 | 1990 | 2000 | 2010 | 2020 |
| Einwohner | 700  | 1086 | 1028 | 1248 | 1229 | 1345 | 1619 | 2237 | 3096 | 3483 | 4029 | 4230 |

Die Einwohnerzahl stieg von 1798 bis 1850 stark an (+ 55,1 %). Danach folgte bis 1960 ein Auf und Ab. Einem Wachstum von 1860 bis 1880 schlossen sich zwei Jahrzehnte Bevölkerungsabwanderung an, so dass die Zahl der Bewohner im Jahr 1900 niedriger war als 50 Jahre früher (− 5,3 %). Von 1900 bis 1930 gab es dann eine Wachstumsphase (+ 21,4 %), gefolgt von einem leichten Rückgang bis 1941 und einem leichten Bevölkerungsanstieg bis 1960. Seither wächst die Einwohnerzahl rasch an (1960–2004: + 174,6 %).

### Sprachen
Die Bevölkerung benutzt als Alltagssprache eine hochalemannische Mundart. Bei der letzten Volkszählung im Jahr 2000 gaben 93,8 % Deutsch, 2,18 % Albanisch und 0,75 % Spanisch als Hauptsprache an.

### Religionen – Konfessionen

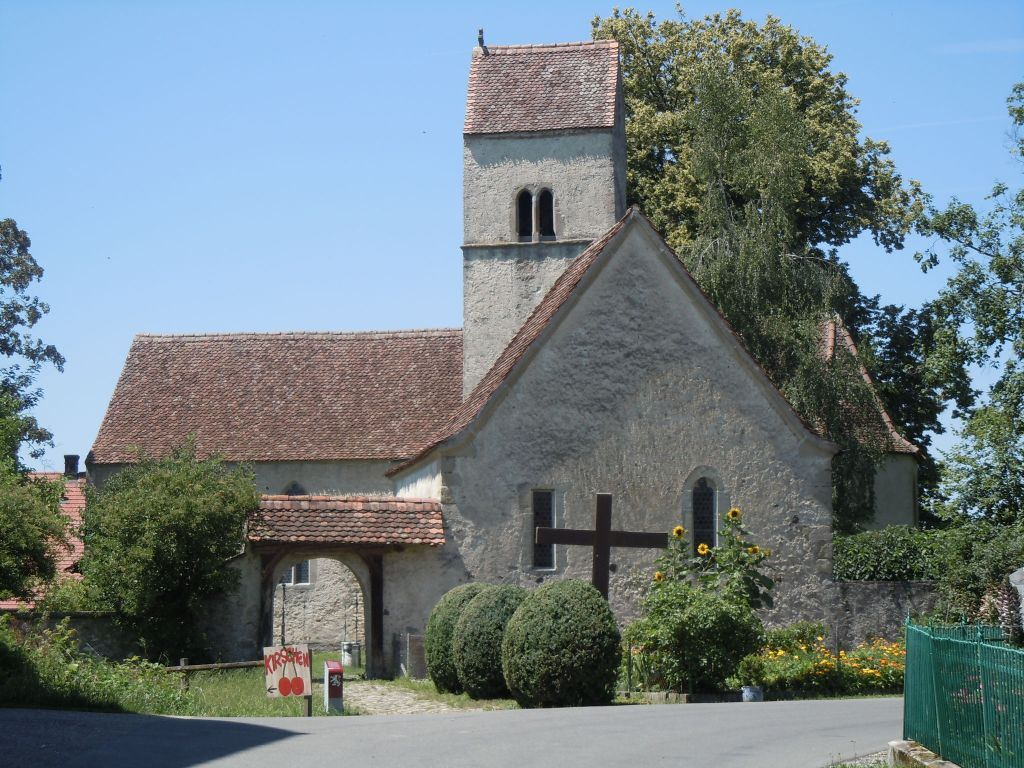
Mutterkirche St. Martin auf Kirchbühl

Früher waren alle Bewohner Mitglied der römisch-katholischen Kirche. Heute (Stand 2000) sieht die religiöse Zusammensetzung der Einwohnerschaft wie folgt aus: Es gibt 76,89 % römisch-katholische (Bistum Basel), 13,92 % evangelisch-reformierte (Evangelisch-Reformierte Kirche des Kantons Luzern) und 0,32 % orthodoxe Christen. Daneben findet man 3,53 % Konfessionslose, 2,47 % Muslime und 0,43 % Anhänger anderer nichtchristlicher Religionen. Die Muslime sind albanischer Herkunft, die Anhänger anderer nichtchristlicher Religionen Hindus tamilischer Herkunft.

### Herkunft – Nationalität
Ende 2022 waren von den 4131 Einwohnern 3771 Schweizer und 360 (= 8,7 %) Ausländer. Die Einwohnerschaft bestand aus 91,3 % Schweizer Staatsbürgern. Ende 2022 stammten die ausländischen Einwohner aus Deutschland (118 Personen), Italien (43), dem Kosovo (33), Portugal (32) und Spanien (14). 90 Personen stammten aus dem übrigen Europa, und 30 waren aussereuropäischer Herkunft.

## Geschichte

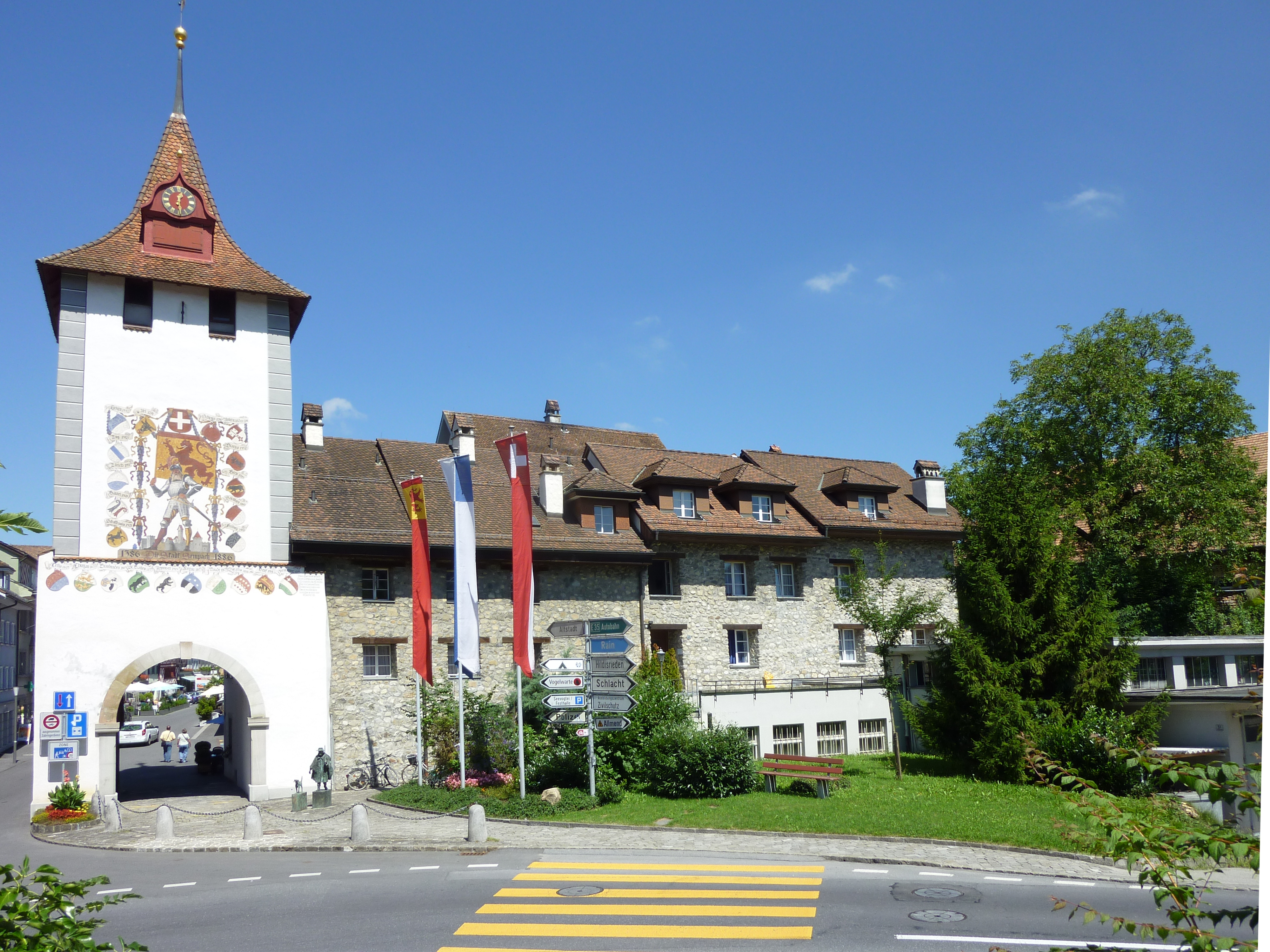
Luzernertor

### Ortsname
Sempach findet sich erstmals in der ersten Hälfte des 12. Jahrhunderts bezeugt. Der Name ist eine Zusammensetzung aus althochdeutsch semida «Schilf, Binse» und bach «Bach» und bedeutet damit «Schilfbach, Binsenbach». Die Übertragung auf die am Bach liegende Siedlung ist sekundär.

### Ereignisgeschichte

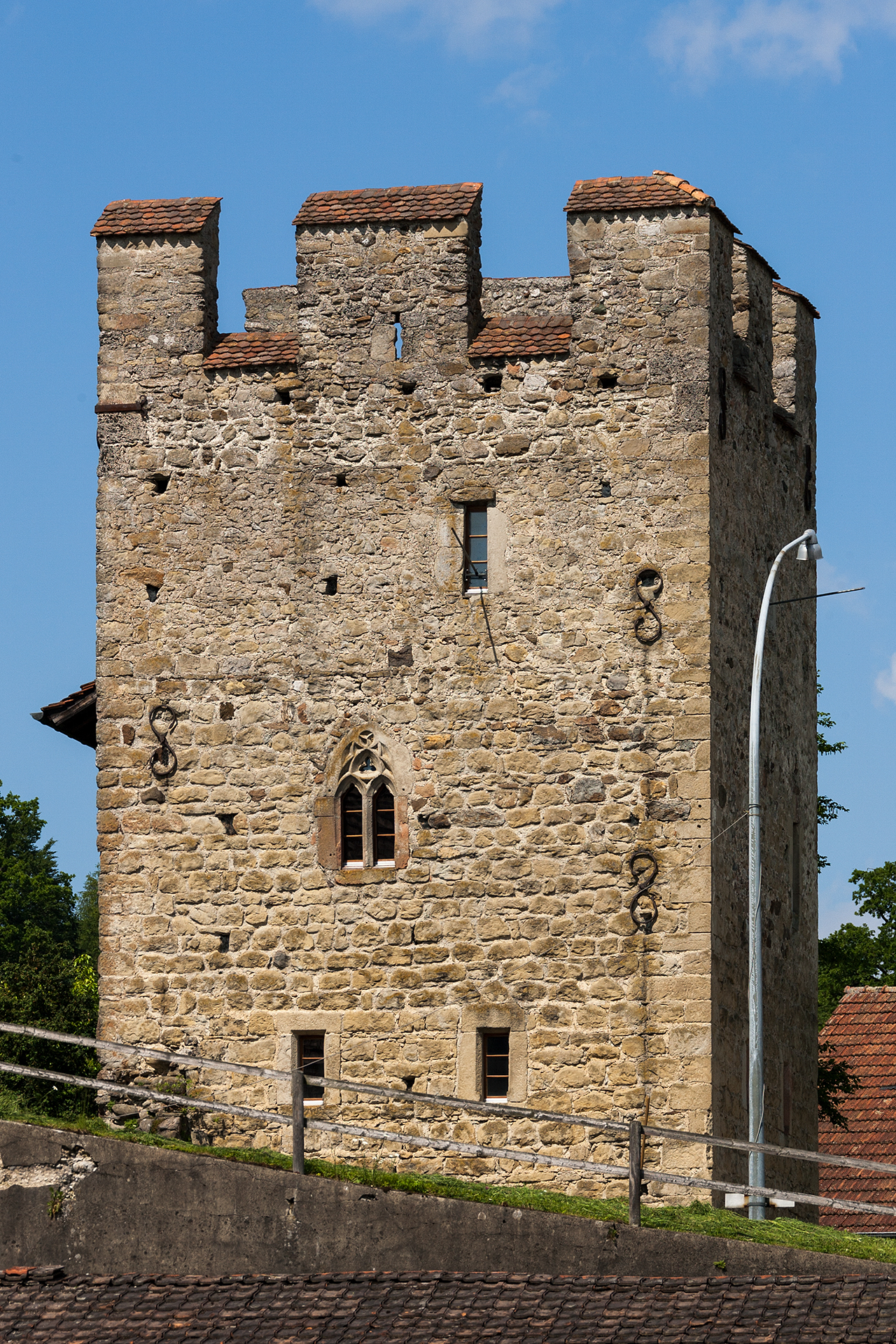
Hexenturm

Wie bei allen Ortschaften rund um den Sempachersee ist das Gemeindegebiet schon früh besiedelt worden. Dies belegen Ausgrabungen, bei welchen neolithische und bronzezeitliche Pfahlbauten zum Vorschein kamen. Auch zur Zeit der Römer und der alemannischen Landnahme war die Gegend bewohnt (römische Siedlungsreste und Alemannengräber beweisen dies). Historisch erstmals erwähnt wird der Ort im Jahr 1150 in den Besitzurkunden des Klosters Muri, der Acta Murensia. Bereits kurze Zeit später wurden die Habsburger die neuen Herren über die Gemeinde. Sie erhielt von diesen um 1220 das Stadtrecht. Die Habsburger gründeten damals entlang der sogenannten Baslerstrasse etliche Städtchen, um sich den Weg von Basel nach Italien über Luzern und den Gotthardpass zu sichern.
Durch die Expansionspolitik der Stadt Luzern bedroht, schloss sich das Städtchen am 6. Januar 1386 dieser an. So entging sie im Gegensatz etwa zu Rothenburg oder Wolhusen der Zerstörung durch die Eidgenossen. Die Habsburger waren nach diesem Akt wütend und beschlossen, dem Städtchen und den Eidgenossen eine Lektion zu erteilen. Dies führte am 9. Juli 1386 zur Schlacht bei Sempach, die den Habsburgern eine empfindliche Niederlage eintrug. 1393 wurde hier der Sempacherbrief ausgehandelt. Die Zugehörigkeit von Sempach zu Luzern wurde von den Habsburgern allerdings erst 1415 anerkannt.
Sempach bildete bis 1798 eine eigene Vogtei mit wesentlich mehr Rechten für die Bürgerschaft als in den Landgemeinden. Von 1798 bis 1803 war es Hauptort des Distrikts Sempach, danach des damals neu geschaffenen gleichnamigen Amts. Bereits im 18. Jahrhundert verlor das Städtchen viel von seiner früheren Bedeutung, als am linken Ufer des Sempachersees eine neue grosse Strasse (Luzern-Neuenkirch-Sursee) erstellt wurde und es fortan abseits der Hauptverkehrsachse lag.

### Postgeschichte

Die Poststelle Sempach Stadt, erbaut 1936

Die Poststelle Sempach Stadt wurde 1936 erbaut, weil das bisherige Lokal im Städtchen zu eng geworden war. Posthalter Alois Lieb beabsichtigte deshalb einen Neubau vor dem Luzerner Tor, doch der Gemeinderat erhob Einspruch gegen die Verlegung der Post ausserhalb des Städtchens. Nachdem aber die Suche nach neuen Räumlichkeiten innerhalb der Mauern gescheitert war, legte sich der Widerstand, und die neue Post konnte gebaut werden. Im Gebäude befand sich auch eine automatische Telefonzentrale. Diese wurde 1951 vergrössert, wofür die Raumnutzung des Postbüros optimiert werden musste. Seit 2020 befindet sich die Poststelle wieder im Städtchen; das alte Postgebäude wurde abgerissen, damit die alte Stadtmauer wieder besser sichtbar wird.

## Stadtbild und Sehenswürdigkeiten
- Von der ehemaligen Stadtbefestigung existieren am südlichen Stadteingang noch das Luzerner Tor mit Turmuhr und Fresko von 1911 (Seraphin Weingartner) und, als östlicher Eckpfeiler, der Hexenturm aus dem 13. oder 14. Jahrhundert mit Zinnenkranz. Hingegen ist das Surseer Tor auf der Nordseite eine Rekonstruktion aus den Jahren 1985–1987.
- Die Altstadt besteht nur aus einer Durchgangsstrasse (Stadtstrasse) und wenigen Gassen (Untergasse, Obergasse, Gerbegasse). Während die Untergasse mit ihren Gasthäusern einst dem gehobenen Bürgertum zuzurechnen war, ist die Obergasse eher ländlichen Charakters. In der Gerbegasse hat sich, inmitten zeitgenössischer Bausubstanz, ein (stark restauriertes) spätmittelalterliches Hochstudhaus mit Tätschdach (Nr. 3, um 1500) erhalten. Es gehört zu den ältesten Holzkonstruktionen seiner Art im Kanton Luzern.
- Das Rathaus stammt in seiner wesentlichen Bausubstanz aus dem Ende des 15. bzw. Beginn des 16. Jahrhunderts; seine Fassade in Fachwerk wurde im ersten Geschoss jedoch erst im 17. Jahrhundert, im Obergeschoss mit Dacherker erst im 19. Jahrhundert angefügt. Die spätgotische Ratsstube diente zu Ratsversammlungen, Gerichtssitzungen, aber auch für Bankette und Feste. Sie enthält Kabinettsschreiben aus dem frühen 17. Jahrhundert. Seit einem umfangreichen Umbau dokumentiert das neueröffnete Rathausmuseum die Stadtgeschichte und die Schlacht bei Sempach. Der Löwenbrunnen vor dem Rathaus stammt aus dem 16. Jahrhundert (Becken und Skulptur erneuert).
- Vor der klassizistischen Pfarrkirche St. Stefan (1831; 2000 restauriert) befindet sich die spätbarocke Kaplanei (1797). Das Löwen-Denkmal auf dem Kirchenvorplatz wurde 1886 zur 500-Jahr-Feier der Schlacht bei Sempach zu Ehren von Petermann von Gundoldingen und Arnold Winkelried errichtet (Zürcher Bildhauer Urs Eggenschwiler).
- An der «Alten Schiffslände» befand sich vor 1806, als der Seespiegel um 2 m abgesenkt wurde, der Hafen der Stadt. Hier gibt es einige Wohnhäuser mit verarbeiteter Bausubstanz der abgebrochenen Stadtmauer. Neben dem nicht mehr existierenden Seetor steht die «Sust» (18. Jahrhundert), wo die Waren vom Wasser für den Landtransport umgeladen, verzollt und zwischengelagert wurden. Später war das Gebäude Waschhaus, und heute ist es eine Galerie.
- Unterhalb der Altstadt verläuft die Seepromenade und in ihrer Verlängerung die Wanderroute in den Weiler Kirchbühl (ca. 30 Minuten).

Die Wandgemälde in der ehemaligen Pfarrkirche St. Martin im Ortsteil Kirchbühl, darunter das Fragment einer der ältesten Darstellungen der Legende von der «Begegnung der drei Lebenden und der drei Toten», entstanden um 1310. Sie zählen zu den umfangreichsten und ältesten Freskenzyklen in einer der ältesten Kirchen im Kanton Luzern.
An die Schlacht bei Sempach erinnert als Gedenkstätte die Schlachtkapelle Sempach an der Strasse nach Hildisrieden.
2017 wurde Sempach für die sorgfältige Weiterentwicklung seiner historischen Ortskerne mit dem Wakkerpreis vom Schweizer Heimatschutz ausgezeichnet.

## Politik

### Stadtrat
Der Stadtrat Sempach besteht aus fünf Mitgliedern und ist wie folgt aufgestellt (Stand 1. September 2024):
- Jürg Aebi (Mitte): Stadtpräsident
- Marcel Hurschler (Mitte): Raum, Umwelt und Energie
- Ermi Krieger (Mitte): Finanzen und Sicherheit
- Tanja Schnyder (FDP): Soziales und Bildung
- Christian Stofer (FDP): Infrastruktur

### Kantonsratswahlen
Bei den Kantonsratswahlen 2023 des Kantons Luzern betrugen die Wähleranteile in Sempach: Mitte (mit GenMitte) 35,02 %, SVP 18,38 %, FDP 15,38 %, SP (mit JUSO) 14,93 %, glp 8,78 % und Grüne (mit JG und GrüneKuG) 7,51 %.

### Nationalratswahlen
Bei den Schweizer Parlamentswahlen 2023 betrugen die Wähleranteile in Sempach: Mitte 34,0 %, SVP 21,5 %, FDP 15,7 %, SP 12,3 %, glp 7,5 %, Grüne 6,3 %, übrige 2,7 %.

## Verkehr
Die Gemeinde ist durch die Postautolinie Sursee–Eich-Sempach Station ans Netz des öffentlichen Verkehrs angeschlossen. Der politisch zur Nachbargemeinde Neuenkirch gehörende Ortsteil Sempach Station verfügt über einen Bahnhof an der Bahnlinie Luzern–Olten, der Bahnhof ist etwa 1,5 km vom Ortskern Sempach entfernt. Der Ort liegt an der Hauptstrasse Luzern–Sempach–Sursee und hat einen eigenen Autobahnanschluss an der A2.

## Kultur und Natur
Mit der Schweizerischen Vogelwarte befindet sich das wichtigste Zentrum der Vogelkunde innerhalb der Schweiz in Sempach.
In Sempach gibt es seit über 400 Jahren die Tradition eines Umrittes an Auffahrt.

## Persönlichkeiten

### Söhne und Töchter der Stadt
- Ulrich Walker (1360–1427), Schultheiss und Baumeister des luzernischen Stadtstaates
- Alfred Helfenstein (* 1896), Zahnarzt in Wohlen und Heimatforscher in Luzern
- Heinrich Helfenstein (1946–2020), Architekturfotograf
- Cécile Bühlmann (* 1949), Politikerin
- Christoph Mauch (* 1971), Triathlet
- Maya Graber (* 1974), Bildhauerin und Medailleurin

### Mit Sempach verbundene Persönlichkeiten
- Gefallene Adelige in der Schlacht bei Sempach († 9. Juli 1386)
- Elisabeth Müller (1926–2006), in Sempach verstorbene Schauspielerin
- Lukas Jenni (* 1955), Ornithologe, langjähriger Leiter der Schweizerischen Vogelwarte Sempach, lebt in Sempach